# Universidad Bond
La Universidad Bond (en inglés: Bond University) es una universidad privada australiana. Fundada en 1987 por el inversor y polémico Alan Bond, organiza la enseñanza sobre tres "semestres" por año (con inicio en enero, mayo y septiembre) que permite una formación en seis períodos durante dos años. Está considerada como una de las más prestigiosas del mundo y la más prestigiosa en Australia.

## Facultades y estudios
Sus enseñanzas están gestionadas desde cuatro facultades, que son :
- Facultad de Comercio y Tecnología
  - Escuela de Comercio (School of Business)
  - Escuela de Tecnologías de la información (School of Information Technology)
  - Escuela de Desarrollo sostenible (School of Sustainable Development)
  - Escuela de dirección y gestión de empresas para hostelería, vacaciones y turismo (School of Hotel, Resort & Tourism Dirección y gestión de empresas) (primer ciclo y de los programas de Másteres están ofrecidos a marchar de 2009)
- Facultad de Medicina y de Ciencias de la Salud
- Facultad de Ciencias humanas y sociales
  - Escuela de Ciencias Humanas
    - Departamento de Relaciones internacionales

  - Escuela de Ciencias Sociales
  - Escuela de Medios de comunicación
- Facultad de Derecho